# Herbert Drury (Turner)
Herbert James Christrom „Bert“ Drury (* 5. Januar 1883 in Liverpool; † 11. Juli 1936 in Waterloo) war ein britischer Turner.

## Erfolge
Herbert Drury gab 1908 in London sein Olympiadebüt und trat dort im Mannschaftsmehrkampf an, einem der beiden Wettkämpfe im Geräteturnen. Mit der britischen Mannschaft kam er dabei nicht über den achten und damit letzten Platz hinaus. Vier Jahre darauf nahm er auch an den Olympischen Spielen in Stockholm teil und gehörte bei diesen zur britischen Turnriege im Mannschaftsmehrkampf. Dabei traten insgesamt fünf Mannschaften an, die aus 16 bis 40 Turnern bestanden und während des einstündigen Wettkampfs gleichzeitig antreten mussten. Bewertet wurden neben der Ausführung der Übungen an den Geräten auch das Verlassen und der Wechsel der Geräte sowie der Einmarsch zu Beginn. Am Ende wurden anhand eines Durchschnittswerts der einzelnen Nationen die Abschlussplatzierungen ermittelt. Neben den Briten traten auch Turnriegen aus Italien, Ungarn, dem Deutschen Reich und Luxemburg an. Mit 53,15 Punkten setzten sich die Italiener gegen ihre Konkurrenten durch. Die Ungarn erzielten indes 45,45 Punkte und belegten damit vor den drittplatzierten Briten mit 36,90 Punkten den zweiten Platz. Drury gewann somit zusammen mit Albert Betts, William Cowhig, Sidney Cross, Harry Dickason, Bernard Franklin, Leonard Hanson, Samuel Hodgetts, Charles Luck, William MacKune, Ronald McLean, Alfred Messenger, Henry Oberholzer, Edward Pepper, Edward Potts, Reginald Potts, George Ross, Charles Simmons, Arthur Southern, William Titt, Charles Vigurs, Samuel Walker und John Whitaker die Bronzemedaille.
Drury war im Turnen nicht nur als Teilnehmer aktiv, er war auch parallel als Wertungsrichter tätig, wie etwa bei den Olympischen Spielen 1908 oder bei zahlreichen englischen Meisterschaften. Darüber hinaus sammelte er Trophäen im Hürdenlauf, Weitsprung, Schwimmen, Ringen und Gewichtheben. Von Beruf war er Schmied. Er war Vizepräsident der Amateur Gymnastic Association. Kurz vor den Olympischen Spielen 1936 in Berlin, bei denen er als Wettkampfrichter vorgesehen war, starb Drury nach langer Krankheit.